# 디제라티
디제라티(digerati)란 디지털(digital)과 지식계급(literati)의 합성어로, 정보사회를 이끌어가는 신흥 지식인 계층을 이르는 신조어로, 골든 칼라로 쓰이기도 한다. 1992년 <뉴욕 타임스>의 기사에서 처음 사용된 후 99년 존 브록만의 책 <디지털 시대의 파워 엘리트>을 통해 구체화되었다. 디제라티는 현재 사회의 정보 사회로의 발전 정도와 그 가능성을 확인할 수 있는 실마리를 제공한다는 점에서 그 의의가 있다. 이러한 디제라티는 기존의 산업 사회의 엘리트 계층과는 다른 특징을 크게 3가지 정도 가지고 있다. 권력 기반, 권위의 보유양태 그리고 계급의 유동성, 이렇게 3가지가 바로 그것이다. 한편, 디제라티의 개념을 구체화시켰던 존 브록만은 마찬가지로 그의 저서 <디지털 시대의 파워 엘리트>에서 그의 인터뷰를 기반으로 하여 디제라티 1세대 33인을 소개하고 있다. 이는 디제라티 논의의 시작으로, 앞으로 미래 정보 사회를 이끌어 갈 리더에 대한 개념인 디제라티에 대한 논의는 보다 확대될 것으로 보인다.

## 역사
디제라티는 1992년 <뉴욕 타임스>의 기사에서 처음 제시된 개념으로, 그 후 1999년 미국의 저명한 저널리스트 존 브록만의 저서 <디지털 시대의 파워엘리트>라는 책에서 구체화되었다. 이후 디제라티에 대한 논의가 보다 활발해지고, 세계적으로 디제라티에 대한 관심이 점점 커지는 추세인데, 국내에서는 2013년 출간된 서울대학교 언론정보학과 교수 이재현의 저서 <디제라티>를 이러한 관심의 사례로 들 수 있다. 이렇듯 디제라티는 정보 사회로 완전히 탈바꿈한 현대 사회를 설명하는 중요한 개념으로, 앞으로 이에 대한 논의는 더욱 더 확대될 것으로 보인다.

## 개념과 의의
디제라티는 전형적인 산업사회의 지식인 계층인 엘리트(elite)의 개념에서 탈피하여, 구성주의 패러다임을 기반으로 산업사회에서 정보사회로의 전면적인 변화를 겪고 있는 현대 사회를 이끌어가는 새로운 특성을 가진 엘리트를 의미한다. 자본과 권력, 사회적 권위를 모두 가지고 있는 기존의 엘리트들과 상반되게 디제라티는 자본과 권위에서 자유롭게 자신의 능력만으로 영향력을 행사한다는 점에서 특징적이다.
이러한 ‘디제라티’가 가지는 의의는 정보화된 현대 사회에 대한 이해를 돕는 중요한 개념이라는 것이다. 앞서 언급했듯이, 현대 사회는 기존 산업 사회와는 전혀 다른 방향으로 전개되고 있고, 이러한 시대적 상황에서 디제라티는 우리 사회 리더들의 정체성을 확인하게 하고 발전 가능성을 확인 할 수 있도록 기능하는 하나의 기준이라고 할 수 있다. 즉, 현재 우리 사회가 어느 정도의 수준에 머무르고 있는지, 그리고 앞으로 어떤 방향으로 나아가야 하는지 그 실마리를 제공하고 있는 것이다.

## 디제라티 1세대 33인
존 브록만은 그의 저서 <디지털 시대의 파워 엘리트>에서 그의 인터뷰를 통해 디제라티 1세대 33인을 소개했다.
- 스튜어트 올솝: 12년간 국제 무대를 누빈 대기자
- 존 페리 발로
- 스튜어트 브랜드: <미디어 랩>의 작가
- 데이비드 번넬: '업사이드 미디어'의 CEO이자 <이베이의 거대한 실험>의 작가
- 덕 칼스톤: 사상가
- 데니스 카루소: 이상주의자
- 스티브 케이스: 레볼루션 LLC의 CEO
- 존 드보락: 애플을 비판했던 칼럼니스트
- 에스더 다이슨: 애드밴쳐 홀딩스의 CEO이자 투자자
- 빌 게이츠
- 데이비드 겔런터: <기계의 아름다움>의 작가
- 마이크 가드윈: 전자프론티어재단의 법률 고문
- 다니엘 힐리스
- 데이비드 S. 존슨
- 브루스터 케일: 인터넷 아카이브 설립자
- 케빈 켈리: IT잡지 와이어드의 창업자
- 재론 래니어: 가상현실의 개척자
- 테드 리언시스: 아메리칸 온라인의 부회장
- 존 마코프: 뉴욕타임스 기자
- 존 맥크리어
- 스콧 맥닐리: 썬 마이크로시스템즈사 공동 창립
- 제인 멧카프
- 킵 페런트: 웹 마스터
- 하워드 라인골드: 온라인 커뮤니티 구축자
- 루이스 로세토: 종이잡지 편집장
- 폴 세이포: 미래연구소 소장이자 스탠퍼드 대학교 교수
- 밥 스타인
- 클리프 스톨: 천문학자
- 린다 스톤
- 루 터커: 썬 마이크로시스템의 CTO
- 셰리 터클: MIT 교수겸 기술발전과 인간관계의 변화 연구가
- 데이브 와이어
- 리처드 솔 워먼: 그래픽 디자이너

## 특징
디제라티는 기존의 산업 사회 엘리트들과 큰 차이점을 나타내는 특징을 가지는데, 이는 크게 3가지로 구분 가능하다.

### 권력 기반
C. W. Mills를 비롯한 여러 학자들은 산업 사회의 엘리트들이 그들의 권력 기반을 탄탄한 자본과 미디어에서 찾는다고 주장한다. 즉, 자본과 미디어가 뒷받침 되었을 경우에만, 엘리트는 사회 안에서 강력한 영향력을 행사하는 지식인으로서 역할을 다 할 수 있다는 것이다. 이와는 반대로, 정보 사회의 새로운 엘리트인 디제라티는 이러한 권력 기반으로부터 자유롭다. 디제라티는 컴퓨터, 인터넷 정보 콘텐츠에서 그들 자신의 권력 기반을 찾는다. 이들은 별도의 사회적 배경 없이 오로지 자신들의 디지털 콘텐츠 만으로 디지털 혁명을 이끌어나가는 것이다.

### 권위의 보유양태
산업 사회 엘리트와 디제라티간의 차이점 중 ‘권위의 보유양태’는 권력 기반의 연장선상에서 발견할 수 있다. 리더로서의 영향력을 가지기 위해서는 일정 수준의 자본이 반드시 필요한 산업 사회 엘리트들은 사회 내에 확립된 명시적이고 공식적인 제도 안에서 그들의 권위를 보유한다. 하지만 디제라티는 이와는 달리, 사회적 제도의 차원에서 벗어난 개인적 권위를 가지고 있으며 이는 나름대로의 엄청난 영향력을 행사한다.

### 계급의 유동성
기존의 산업 사회 엘리트들은 기본적으로 가지고 태어난 선천적 요인에 의해 그들의 엘리트적 삶이 결정되는 경우가 대부분이었다. 이들의 사회적 지위는 선천적이고 귀속적인 지위였던 것이다. 하지만 디제라티는 다르다. 디제라티는 가지고 태어난 사회적 배경보다는 후천적인 학습을 통해 얻은 자신만의 창조 능력 등이 더 중요하다. 즉, 디제라티는 후천적인 노력의 결과물에 의해 결정되는 개방적이고 유동적인 계층이라는 것이다.

## 관련 서적
- 디지털 시대의 파워 엘리트, 존 브록만, 1999년, 황금가지
- 디제라티, 이재현, 2013년, 커뮤니케이션북스